# Montmoreau
Montmoreau é uma comuna francesa na região administrativa da Nova Aquitânia, no departamento de Charente. Estende-se por uma área de 64.85 km². Em 2010 a comuna tinha 2 675 habitantes (densidade: 41,2 hab./km²).
Foi criada em 1 de janeiro de 2017, a partir da fusão das antigas comunas de Montmoreau-Saint-Cybard (sede da comuna), Aignes-et-Puypéroux, Saint-Amant-de-Montmoreau, Saint-Eutrope e Saint-Laurent-de-Belzagot.